# Tania Kloek
Tania Kloek (Antwerpen, 12 januari 1973) is een Vlaams actrice. Zij is bekend door haar rollen in de Team Spirit-films en televisieseries als Nancy, en door haar rol van Manou Van Steen in Familie (1993-1997) en van Tina Demeester in Flikken.

## Levensloop
In het theater is Kloek al sinds 1997 verbonden aan het Theater Froe Froe, dat figurentheater voor alle leeftijden brengt, met producties met poppenspel, en geacteerde rollen zoals Koning Ubu, Kloon en Orfee. In het seizoen 2008-2009 speelde zij met poppenspel mee in Midzomernachtsdroom.
Kloek had rollen in de films Dada, Dief!, Shades, M. zkt. vr., Iedereen beroemd!, Team Spirit, Team Spirit 2, Zot van A. en Frits & Freddy.
Op televisie streed zij begin 2009 mee in de zangcompetitie van het derde seizoen van Steracteur Sterartiest. 
Verder speelde zij rollen in de televisieseries Familie, Dennis, Team Spirit en Koffie verkeerd. Kloek speelde ook de rol van danslerares Pia in de jongerensoap Spring. In seizoen 7 en 8 van Flikken speelde zij de rol van Tina Demeester, een agente met rare eetgewoontes (veel snoep) en een excentrieke kledingstijl. Vanaf 2012 speelde ze mee in De zonen van Van As als Martine, de vrouw van Herman. In 2019 was ze te zien in de reeks  Gina & Chantal waarin ze de rol van rijke huisvrouw Eve aannam.
Zij had ook gastrollen in de televisieseries De Kotmadam, En daarmee basta, Costa!, F.C. De Kampioenen, Aspe, De Wet volgens Milo, De Rodenburgs, Zone Stad, Witse en Vermist. In 2010 speelde zij de rol van Conny in de serie Duts en 2013 werkte ze ook mee aan het komische programma Funnymals als stemactrice van de week. In 2017 vertolkte ze de rol van Petra Pluym in de film Verborgen Verlangen.
In 2019 had ze een gastrol als Kimberly Vanderplas in het tweede seizoen van de tv-serie Gent West. In 2020 speelde ze Kirsten Jones in de Vlaamse serie Fair Trade.

### Privé
Kloek is de stiefdochter van Arnold Willems.
Ze was enkele jaren getrouwd met de Belgische acteur Tom Van Bauwel, met wie zij in 2003 een kind kreeg. In 2004 scheidde het echtpaar. Nadien kreeg zij een relatie met Belgische regisseur Christophe Ameye waarvan ze in 2011 scheidde.

## Filmografie
- Familie (1993-1997) - Manou Van Steen
- De Kotmadam (1994) - het model
- Dief! (1998) - Michelle
- Shades (1999) - Sexy serveuse
- De grote boze wolf show (2000-2002) - zuster Nancy
- Team Spirit (film) (2000) - Nancy
- Iedereen beroemd! (2000) - Zangeres in Green Room
- Flikken (2001) - postbode
- Costa! (2001) - Meta
- Dennis (2002-2003) - Nathalie Somers
- Team Spirit (2003, 2005-2006) - Nancy
- Team Spirit 2 (2003) - Nancy
- F.C. De Kampioenen (2003)
- Droge voeding, kassa 4 (2003)
- Koffie Verkeerd (2003)
- Aspe (2004) - Veronique
- Spring (2005-2008) - Pia Bertels
- Flikken (2005-2007) - Tina Demeester
- De Wet volgens Milo (2005) - Ann
- Rupel (2006) - Annemie
- 180 (2008) - Marijke
- De Rodenburgs (2009-2010) - Camilia Del Monte
- Zot van A. (2010) - Carolien
- Frits & Freddy (2010) - Gina Mus
- Witse (2010) - Nancy De Naeyer
- Duts (2010) - Conny
- De zonen van Van As (2012-2021) - Martine Baels
- Crimi Clowns (2012, 2014) - verpleeger
- Zingaburia (2012) - Katrien De Kip
- Zone Stad (2012) - Kim Vissers
- Vermist (2012) - Nadia Ingels
- Wreck-It Ralph (2012) - Sergeant Tamora Jean Calhoun (stem)
- Wolven (2013) - Griet Segers
- Connie & Clyde (2013) - Laurence 'Lola' Verbelen
- Ontspoord (2013) - Anja - Fallen Pixie
- Aspe (2014) - Dagmar Vereecke
- Deadline 25/5 (2014) - Patsy
- Professor T. (2015) - Linda Tersago
- Coppers (2016) - Fien Ottevaere
- Verborgen verlangen (2017) - Petra Pluym
- Ralph Breaks the Internet (2018) - Sergeant Tamora Jean Calhoun (stem)
- Gent-West (2018-2019) - Kimberly Vanderplas
- Gina & Chantal (2019) - Eve
- Fair Trade (2021, 2023) - Kirsten Jones
- De zonen van Van As - De cross (2022) - Martine Baels
- Patsers (2025) - Frieda Van Halen